# Maggie (2018)
Maggie (Originaltitel: Megi) ist ein Independentfilm der südkoreanischen Regisseurin Yi Okseop. Der Film feierte seine Premiere auf dem Busan International Film Festival 2018. Der koreanische Titel Megi (메기) bedeutet schlicht ‚Amur-Wels‘ und klingt wie der englische Name Maggie.

## Handlung
Die Angestellten eines Seouler Krankenhauses mögen den Röntgenraum am meisten. Eines Tages wird ein Paar beim Sex im Röntgenraum abgelichtet. Alle rätseln, wem die Hüften und der Penis auf dem Röntgenbild gehören könnten. Yun-yeong glaubt, sie und ihr Freund Sung-won seien auf dem Foto zu sehen. Sie bereitet sich schon auf ihre Kündigung vor und auch die Chefärztin Kyung-jin konfrontiert sie, warum sie das Foto an sich genommen habe. Dennoch bemerken sie ein größeres Problem. Die beiden sind die einzigen im Krankenhaus. Als sie versuchen herauszufinden, was mit den anderen ist, sagen alle, sie seien krank. Kyung-jin vermutet, dass alle regelmäßig im Röntgenraum Sex hatten und aus Scham nicht zur Arbeit kommen. Doch Yun-yeong möchte den Menschen vertrauen und nachsehen, ob sie tatsächlich krank sind. Als beide einen Angestellten aufsuchen, liegt dieser bewusstlos auf dem Boden. Die beiden Mediziner leiten die notwendigen Schritte ein und helfen ihm. Danach wollen sie bei den anderen Angestellten nicht mehr nach sehen, da sie wohl tatsächlich krank sind.

## Rezeption
Magie kam am 26. September 2019 in die südkoreanischen Kinos und erreichte knapp 40.000 Kinobesucher.

## Auszeichnungen (Auswahl)
Der Film wurde 2018 auf dem Busan International Film Festival in vier Kategorien ausgezeichnet. So erhielt Joo-Young Lee die Auszeichnung als Schauspielerin des Jahres.